# Blass-Pappelrose
Die Blass-Pappelrose (Alcea biennis, Syn.: Althaea pallida), auch Blass-Stockmalve, Blass-Stockrose, Blasser Eibisch und Bleicher Eibisch genannt, ist eine Pflanzenart in der Familie der Malvengewächse (Malvaceae).

## Beschreibung

### Vegetative Merkmale
Die Blass-Pappelrose ist eine mehrjährige bis ausdauernde Pflanze, die Wuchshöhen von meist 30 bis 120, selten bis zu 180 cm erreicht. Die wechselständig angeordneten Laubblätter weisen hinfällige Nebenblätter auf. Die ungeteilten bis handförmig geschnittenen Laubblattspreiten sind am Rand gekerbt bis kerbsägig. Zumindest oberwärts ist die Pflanze durch Stern- und Büschelhaare filzig-rauhaarig.

### Generative Merkmale

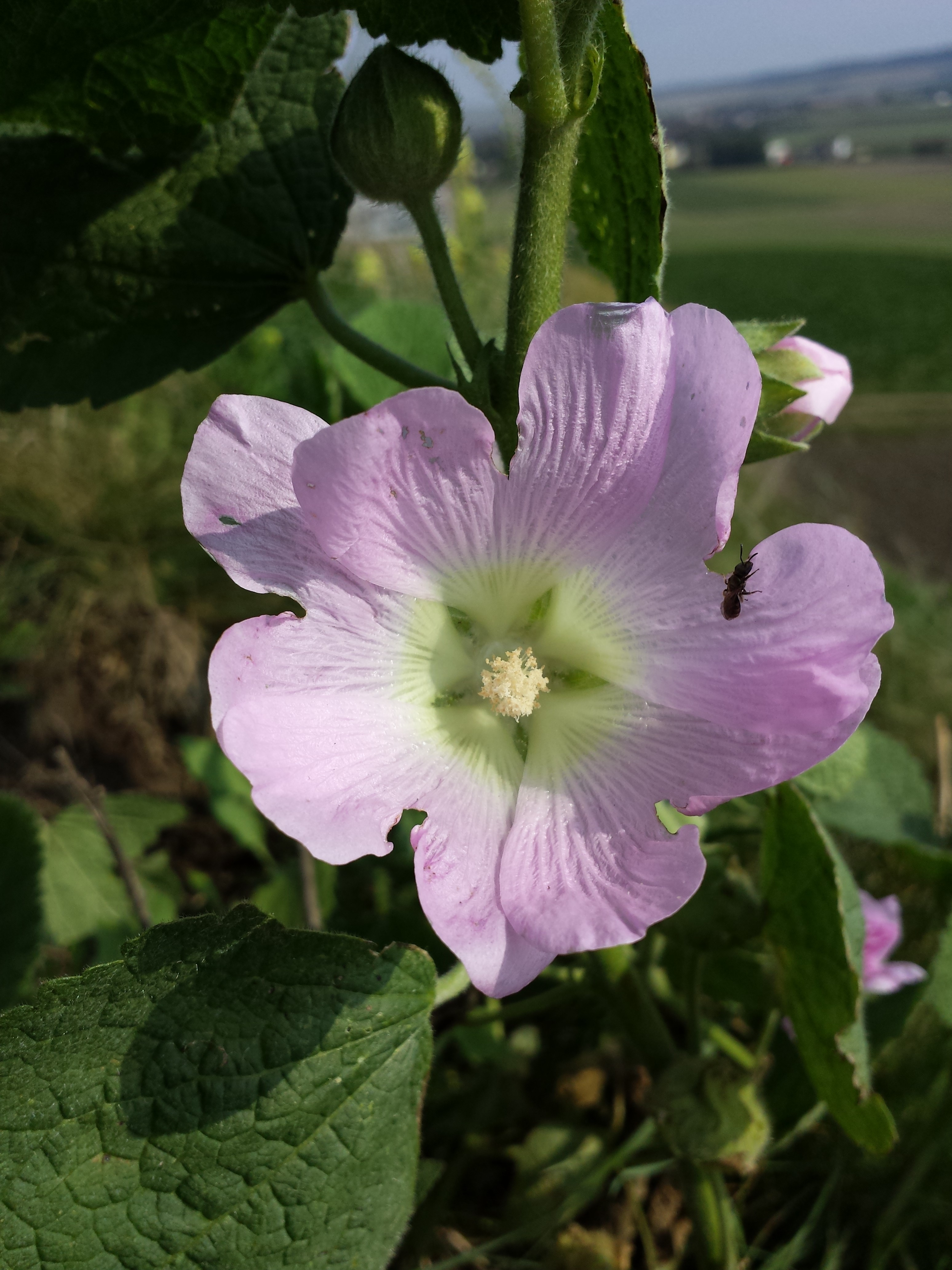
Die Krone ist innen von grünlichgelber und außen blassrosa bis helllila Farbe.

Die Blütezeit der Blass-Pappelrose reicht in Mitteleuropa meist von Juli bis September. Die seitenständigen, kurz gestielten, zwittrigen, radiärsymmetrischen Blüten bilden einzeln oder in büschelförmigen Zymen einen langen, unterbrochenen Gesamtblütenstand. Die sechs, in selteneren Fällen bis zu neun Außenkelchblätter sind dreieckig-eiförmig und spitz. Es sind fünf Kelchblätter vorhanden. Die fünf Kronblätter sind frei, ungefähr 30 bis 45 mm lang und 25 bis 30 mm breit, tief ausgerandet und am Grund von grünlichgelber und außen von blassrosa bis helllila Farbe. Im Gegensatz zur Garten-Pappelrose (Alcea rosea) sind die Kronblätter stets deutlich länger als breit und überdecken einander mit ihren Seitenrändern nicht, wenn die Krone flach ausgebreitet ist. Die zahlreichen Staubblätter sind  miteinander zu einer die Griffel umschließenden Röhre verwachsen. Der oberständige Fruchtknoten weist zahlreiche Griffel auf.
Die Frucht ist eine Zerfallfrucht, die aus ebenso vielen Teilen besteht, wie Griffel vorhanden sind. Die scharfkantigen Teilfrüchte sind am Rücken der Länge nach rinnenförmig vertieft, behaart und besonders am Rand runzelig.
Die Chromosomenzahl beträgt 2n = 42.

## Systematik
Bei der Blass-Pappelrose handelt es sich vermutlich um die Stammsippe der gerne in Gärten kultivierten Garten-Pappelrose (Gewöhnliche Stockrose, Alcea rosea).

## Ökologie
Die Blass-Pappelrose gehört zu den Hemikryptophyten.

## Vorkommen
Die Art hat ihr Verbreitungsgebiet von Mittel- über Südost- und Osteuropa bis nach Westasien. Sie besitzt ursprüngliche Vorkommen in Österreich, Ungarn, Tschechien, in der Slowakei, in Slowenien, Kroatien, Bosnien-Herzegowina, Serbien, Montenegro, Albanien, Nordmazedonien, Griechenland, Bulgarien, Moldau, Rumänien, auf der Krim, in der Türkei, in der Ägäis und in Syrien. In Italien und Frankreich kommt sie eingebürgert vor. Im deutschsprachigen Raum tritt die Art ausschließlich im Osten Österreichs auf.
In Österreich tritt die Blass-Pappelrose nur im pannonischen Gebiet Niederösterreichs sehr selten und möglicherweise meist nur unbeständig auf Ruderalfluren über Löss in der collinen Höhenstufe auf. In Wien ist die Blass-Pappelrose  vermutlich ausgestorben und gilt sonst als vom Aussterben bedroht.

## Bilder

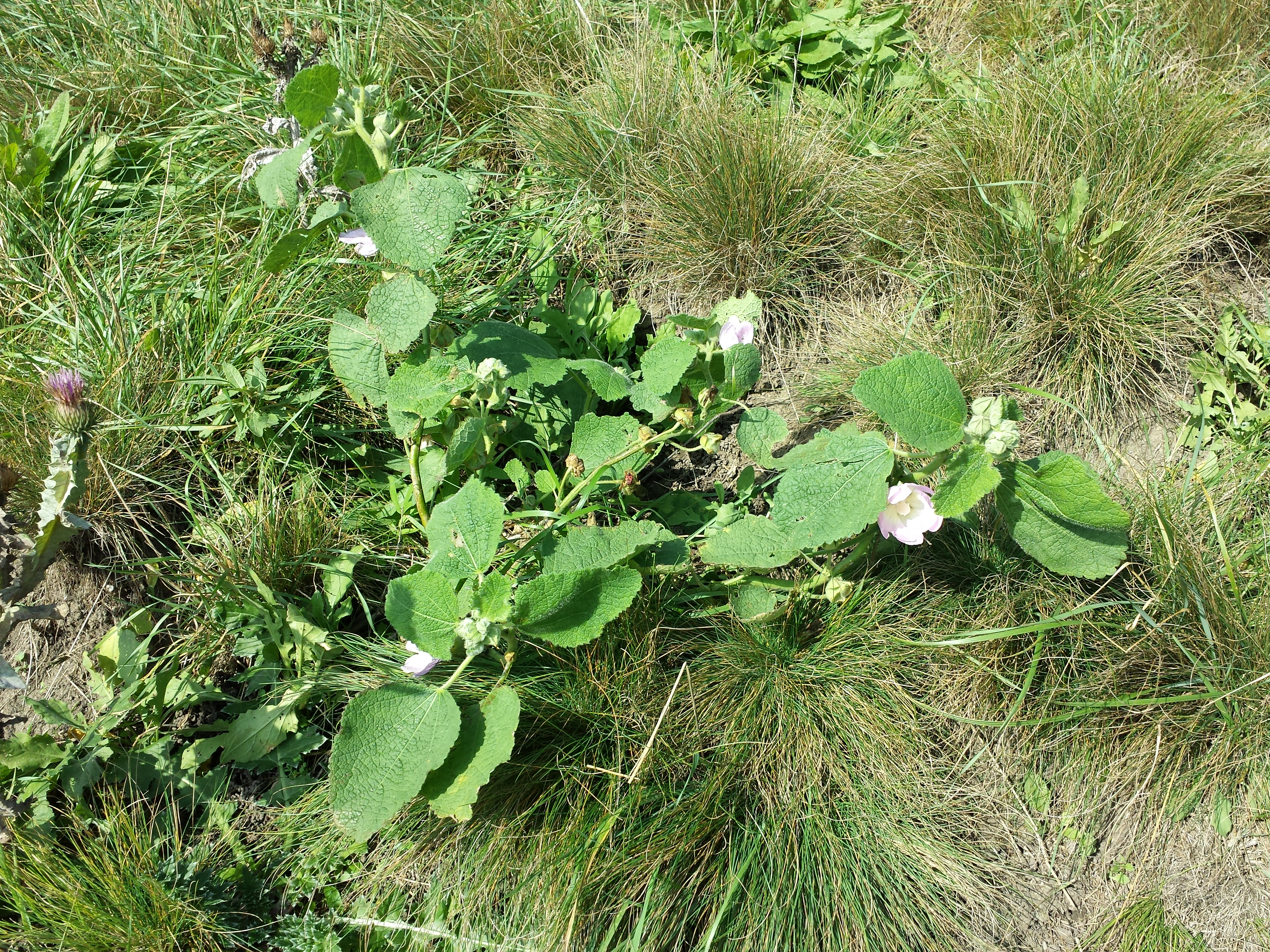
Habitus: Die Laubblätter sind ungeteilt und am Blattrand gekerbt bis kerbsägig.
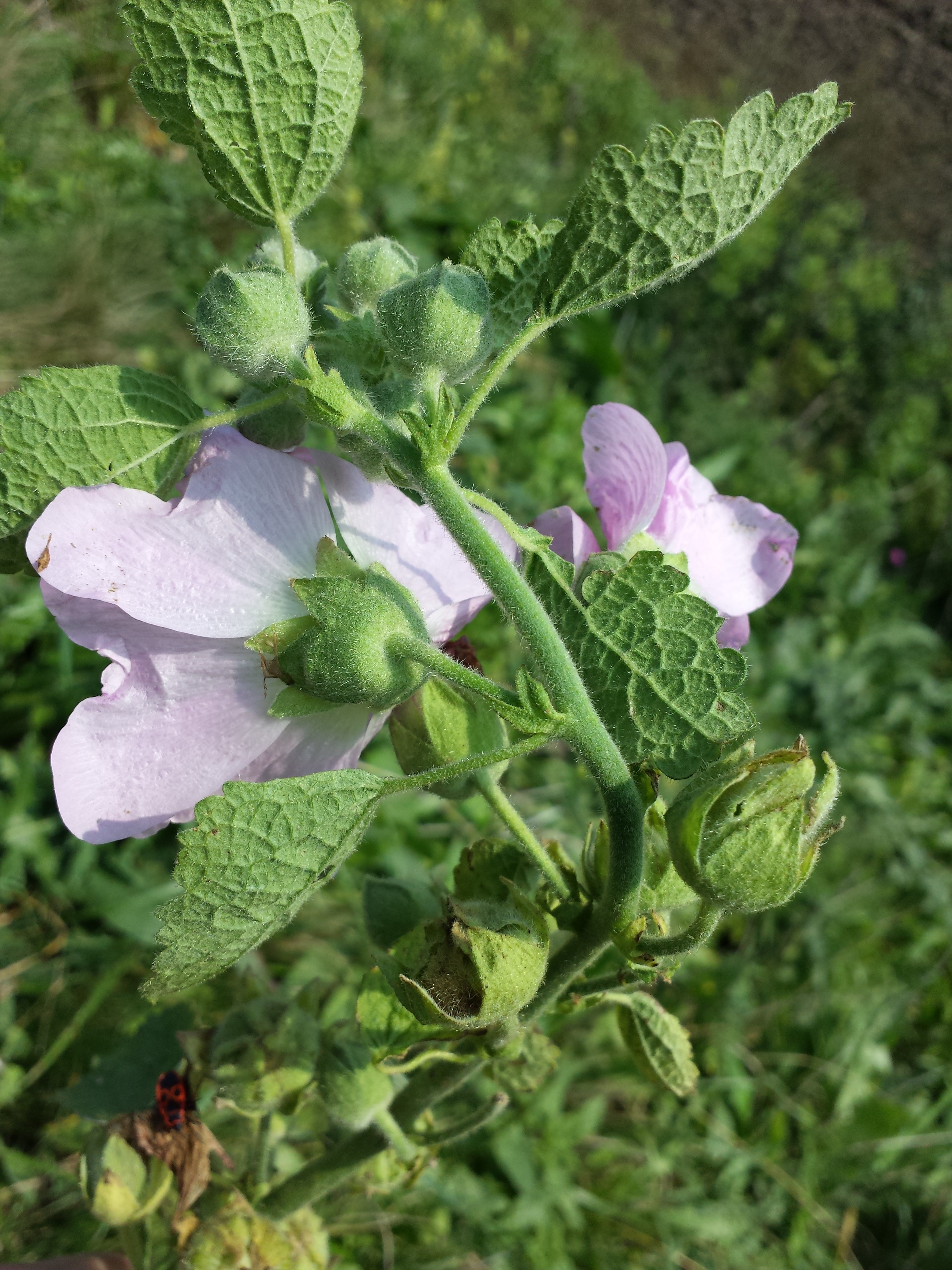
Die meist sechs Außenkelchblätter sind dreieckig-eiförmig.
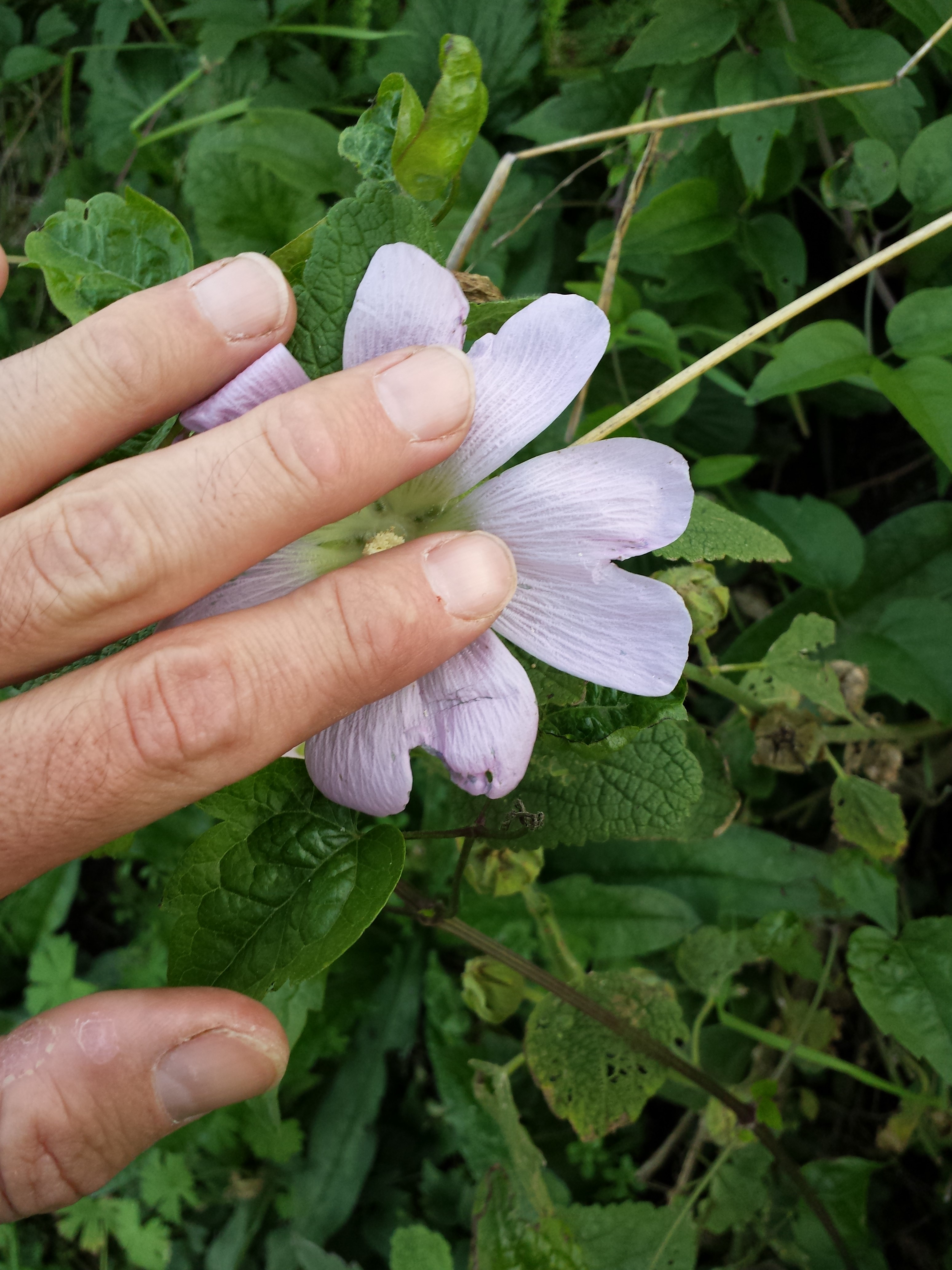
Die Kronblätter sind länger als breit, überlappen einander nicht und sind tief ausgerandet.
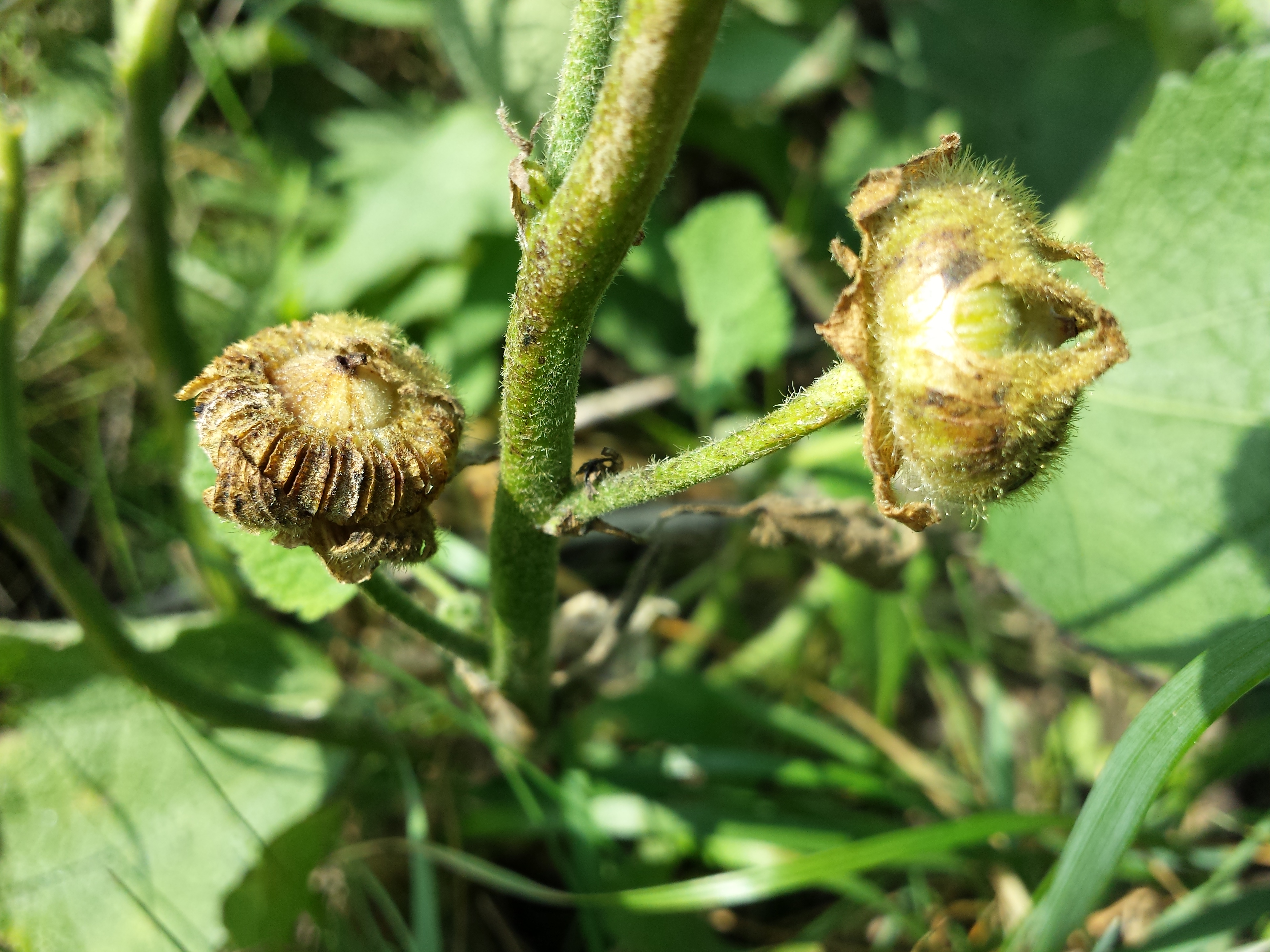
Die Frucht zerfällt in scharfkantige Teilfrüchte.
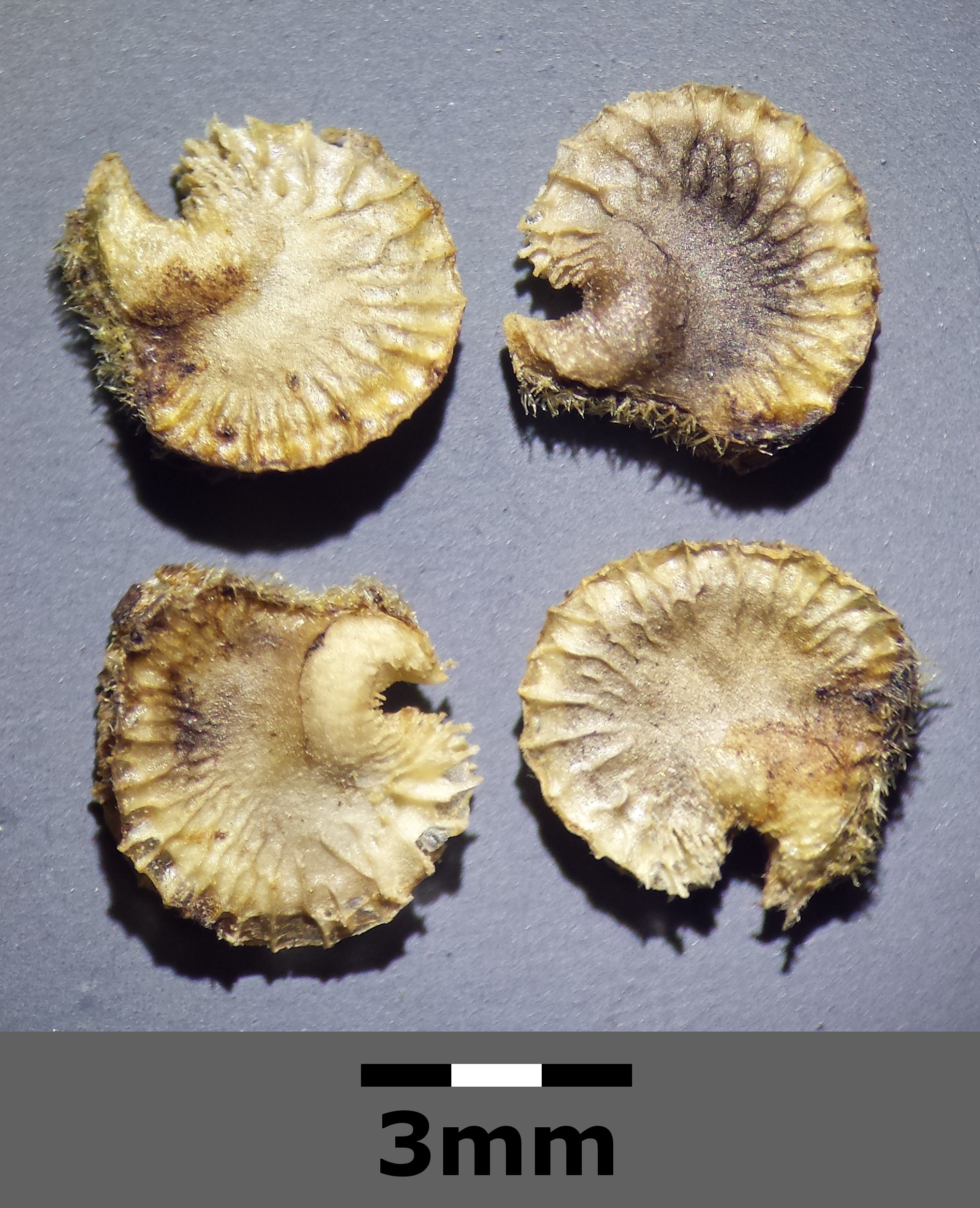
Die scheibenförmigen Teilfrüchte sind am Rand runzelig.